# Festival international du film d'Emden-Norderney
Le Festival international du film Emden-Norderney (en allemand : Internationales Filmfest Emden-Norderney) est un festival de cinéma annuel créé en 1990 et se déroulant sur une période de huit jours en mai et juin en Basse-Saxe (Allemagne) à Emden et sur l'île de Norderney en mer du Nord. 
Les sites sont le Neues Theater (de) d'Emden et le Kurtheater Norderney (de).

## Prix Bernhard Wicki
Dotation : 10 000 euros
- 1995 : Peter Chelsom (UK) pour Funny Bones – Tödliche Scherze
- 1996 : Rolf Silber (D) pour Echte Kerle
- 1997 : Mark Herman (UK) pour Les Virtuoses (Brassed Off)
- 1998 : Jeroen Krabbé (NL) pour À la recherche du passé (Left Luggage)
- 1999 : Simon Shore (UK) pour Comme un garçon
- 2000 : Syd McCartney (Irl) pour A Love Divided
- 2001 : Julien Temple (UK) pour Pandaemonium
- 2002 : Eike Besuden, Pago Balke (D) pour Verrückt nach Paris (de)
- 2003 : Gillies MacKinnon (UK) pour Pure
- 2004 : Aisling Walsh (UK) pour Song for a Raggy Boy
- 2005 : Buket Alakuş (D) pour Eine andere Liga
- 2006 : Adrian Shergold (UK) pour The Last Hangman (Pierrepoint)
- 2007 : Marion Hänsel (B) pour Als der Wind den Sand berührte (Si le vent soulève les sables)
- 2008 : Nick Broomfield (UK) pour Battle for Haditha
- 2009 : Erik Poppe (N) pour En eaux troubles
- 2010 : Stefanie Sycholt (D) pour Themba – Das Spiel seines Lebens
- 2011 : Justin Chadwick (UK) pour Le Plus Vieil Écolier du monde
- 2012 : Lars-Gunnar Lotz (D) pour Schuld sind immer die Anderen (de)
- 2013 : Jérôme Enrico (F) pour Paulette
- 2014 : 
  - Stijn Coninx (B/I) pour Marina 
  - Philippe de Chauveron (F) pour Qu'est-ce qu'on a fait au Bon Dieu ? (Monsieur Claude und seine Töchter)
- 2015 : 
  - Mark Monheim (D) pour About a Girl (de) 
  - Ansgar Ahlers (D) pour Bach in Brazil
- 2016 : 
  - Ivan Calbérac (F) pour L'Étudiante et Monsieur Henri 
  - Mohamed Hamidi (F) pour La Vache (Unterwegs mit Jacqueline)
- 2017 : Christian Duguay (CAN) pour Ein Sack voll Murmeln (Un sac de billes)
- 2018 : 
  - Or : Supa Modo (KEN/D) de Likarion Wainaina[1]
  - Argent : The Drummer & The Keeper (IRL) de Nick Kelly
  - Bronze : Utoya, 22 juillet (NOR) de Erik Poppe